# Чункин експрес
Чункин Експрес (на английски: Chungking Express) е хонконгски филм от 1994 година на режисьора Уонг Карвай.
Филмът е романтична драма, състояща се от две различни любовни истории между мъж, който работи като полицай и жена. Героите са самотни и търсещи любов хора, живеещи в гъсто населения Хонконг.
През 1996 филмът получава дистрибуция в САЩ благодарение на Куентин Тарантино и неговата дистрибуционна компания Rolling Thunder. Самият Тарантино открито обявява Чункин Експрес за един от любимите му филми.
Филмът получава добри отзиви от критиците, като Роджър Ибърт го определя като филм, който може да бъде харесан от зрител, който обича киното само по себе си, а не повърхностните му аспекти като сюжет и звезди.

## Сюжет

### Първа история
Първата история е по-кратка и главния герой в нея е млад полицай, известен като Ченге 223. Полицаят страда от края на неговата връзка с приятелката му, която го изоставя на 1 април (Ден на шегата). Всеки ден считано от деня на раздялата той си купува консерва с ананас с дата на годност – 1 май, като смята, че до тази дата или приятелката му ще се завърне или любовта им ще се развали завинаги. На 1 май полицаят решава да флиртува с млада жена, носеща жълта перука в един от местните барове. Впоследствие двамата се преместват в хотелска стая, където жената заспива изтощена. Жената е въвлечна в местната търговия с наркотици. Тя напуска рано сутринта хотелската стая и застрелва наркобоса, който преди това я натопява в престъпление. В последната сцена от тази история полицая получава SMS от нея, който му честити рождения ден.

### Втора история
Втората история показва друг млад полицай – Ченге 663, което също страда от скорошна раздяла, но този път със стюардеса. Междувременно полицаят среща Фей – момиче работещо в заведение за бързо хранене, която се влюбва в него. Стюардесата оставя бележка слагаща край на връзката с полицая и ключовете от апартамента му на Фей, понеже не успява да го открие лично. Фей решава да използва ключовете за да влиза тайно в апартамента на полицая и да подобрява условията му на живот. Впоследствие полицаят разбира и двамата си уговарят среща.
Фей обаче така и не се появява на срещата, а нейния шеф информира полицая, че тя е заминала за Калифорния. Последната сцена на филма показва повторна среща между двамата – Фей, вече работи като стюардеса, а полицаят е закупил заведението за бързо хранене, в което тя работи в началото на историята.

## Места на заснемане
- Chungking Mansions в Хонконг
- Алея с магазини вътре в Chungking Mansions
- Терминал на бившето летище Кайтак.
- Ескалатори в центъра на Хонконг